# Битка при Елена
Битката при Елена е последната настъпателна операция на Централната османска армия с командир Сюлейман паша в етапа на борбата за надмощие в Руско-турската война (1877 – 1878).

## Първо освобождение на Елена
В началото на военните действия в Руско-турската война (1877 – 1878), Предният руски отряд с командир генерал-лейтенант Йосиф Гурко овладява град Търново. Подготвяйки се за преминаване през Стара планина предприема действия за осигуряване на фланговете на своя отряд. На 30 юни 1877 г. с кавалерийски подразделения заема слабо охранявания от османските сили град Елена.

## Битка при Елена на 22 ноември 1877 г.
Действащата Руска армия спира през август 1877 г. настъплението на Централната османска армия при Шипченския проход. Отстоява прохода и в септемврийските боеве на Шипка. Непосредствено е предстояща и капитулацията на Западната османска армия с командир Осман паша при град Плевен. Сюлейман паша подготвя нападение срещу Елена с оглед да отвлече част от руските сили при Плевен. За облекчаването на подготвяната операция е привлечена и Източнодунавската армия, която провежда битка при Мечка-Тръстеник.
Частите на Сюлейман паша от 19 000 офицери и войници и 39 оръдия действат с главните си сили от 31 табора от изток срещу Елена. Шест табора нанасят удар от юг срещу десният фланг на руската позиция при Твърдишкия проход.
Силите на Еленския руски отряд от 5000 офицери и войници и 28 оръдия, с командир генерал-майор Павел Домбровски са разположени в три групи. Главните сили заемат позиция източно от Елена три успоредни линии по направление махала Чомаковци – село Разпоповци. Втората група прикрива Твърдишкия проход и прохода Железни врата. При махала Йовковци е изградена резервна позиция. Руското командване, известено за намеренията на противника, подготвя резерви, които могат да пристигнат при Елена от 6 – 10 часа до две денонощия след поискването им, но е изненадано от османското настъпление.
Османската атака започва в 8:15 часа на 22 ноември 1877 г. при съотношение на силите 4:1. Около 10:00 часа изтласканите руски части се изтеглят на последната отбранителна линия. Контраатакуват командната височина на десния фланг, но поради липса на резерви не успяват да задържат постигнатия успех. Към 15:00 часа противникът обхваща главната руска позиция и приближава града. В 15:30 часа генерал-майор Павел Домбровски нарежда изтегляне към манастира „Свети Никола“. С армията тръгва и българското население. Османското настъпление е спряно от 26-а пехотна дивизия с командир генерал-лейтенант Едуард Делингсхаузен на резервната позиция при махала Йовковци. Турски загуби: неизвестни. Руски загуби са 1862 убити и ранени и 11 изоставени оръдия.

## Боеве при селата Миндя и Златарица
На 23 ноември руските войски заемат отбранителна позиция при село Йовковци. Руският щаб се установява в Капиновския манастир „Свети Никола“. Намиращият се в село Златарица 42-ри Якутски пехотен полк получава заповед да се оттегли към село Къпиново в резерв на Йовковската позиция. По този начин е дадена възможност на османските войски да заемат село Златарица и техният път към Търново е открит. На разстоянието от 25-ет версти до старата столица има малки незначителни руски обозни части в село Мерданя. При една настойчивост от страна на турското командване, османските войски имат шанс да превземат Търново, откъдето да последва удар в тила на Шипченските позиции и деблокиране на Плевен.
Руското командване вижда заплахата и привлича всички възможни сили за отблъскване на противника. С ускорен марш при изключително тежки условия, непрестанен дъжд и суграшица, за едно денонощие 1-ва бригада от 26-а пехотна дивизия в състав от 101-ви Пермски и 102-ри Вятски пехотни полкове с командир генерал-майор Николай Малахов, се придвижват по направлението село Чаиркьой - Стражица - Джулюница - Козаревец - Шереметя и блокират подстъпите на към Търново. Героичният поход е с дължина над 50 версти. На другия ден, 24 ноември, под общото командване на генерал-майор Николай Малахов, 101-ви Пермски, 102-ри Вятски пехотни полкове и 13-и Нарвски хусарски полк с обща численост 5000 офицери и войници, атакуват 12-хилядния отряд на противника в района на селата Миндя и Златарица. В 18:00 ч. турците са отбити и фронтът е заздравен.
Според военните специалисти боят бил проведен много вещо от руските командири „...Като по часовник, като по ноти“. През този ден руските жертви са минимални, а противникът понася огромни загуби на хора и оръжие. Изоставя оръдията и ранените войници.
Руската военна историография отбелязва, че блестящо проведеното сражение и героизмът на офицерите и войниците се губи в дебрите на историята на фона на битките при Стара Загора, Шипка и Плевен.
Сюлейман паша е съден след войната за пропуснатите ползи по време на войната. В една от дванадесетте точки от обвинителния акт срещу него е загубата при Миндя и Златарица.

## Второ освобождение на Елена
Шест дена след битката при Елена на 28 ноември/10 декември 1877 г. в град Плевен капитулира Западната османска армия на Осман паша. Турция губи стратегическата борба за надмощие. След четири дена на 2/14 декември, Сюлейман паша нарежда изтегляне от Елена. Турска част запалва града, в който влизат преследващи руски кавалерийски части.

## Резултати от битката
Битките за Елена завършват с краен руски успех. Решително е провален последният опит на турските сили за деблокиране на Западната османска армия при Плевен.